# De politiska idéernas historia
Politisk filosofi har alltid varit en viktig del av filosofin. Stora bidrag har givets av kända filosofer genom historien som till exempel Platon, Aristoteles, Niccolò Machiavelli, John Locke, Georg Hegel och Karl Marx. De politiska idéernas historia är en del av det akademiska ämnet idéhistoria, men studeras även av dem som läser om politik, praktisk filosofi och juridik.

## Antiken
Med Sokrates och Platon mognar filosofin till ett större system. Sokrates skrev aldrig något - det vi har av honom är det som nedtecknats av Platon. Teorin om idévärlden och exempelvis Platons grottliknelse är viktiga bidrag från Platon. Genom sina texter gav Platon bidrag till nästan alla filosofins områden till exempel kunskapsteori, politisk filosofi, etik och metafysik.
Aristoteles ansåg att människor av naturen är politiska varelser. Det betydde att människor också är sociala varelser och att varje förståelse av mänskligt beteende och behov måste inkludera sociala överväganden. Han analyserade också värdet av olika politiska system, beskrev deras för- och nackdelar och klassificerade dem som monarki, oligarki, tyranni, demokrati och republik.

## Medeltiden
Medeltida filosofi brukar avgränsas som filosofi tiden mellan Augustinus (350-talet e.Kr.) och Wilhelm av Ockham (1350-talet e.Kr.]. Den Medeltida filosofi som har sitt ursprung i Platon och Aristoteles hade sin första blomstring inom muslimsk filosofi för att sedan få sitt centrum i Europa och har över tiden en drift från att ha Platon och nyplatonism i centrum till ha Aristoteles som auktoritet och inspiration.
De bland de mer intressanta bidragen medeltiden givit till den politiska filosofin är Augustinus teori Gudsstaten och Thomas av Aquinos tankar om den naturliga staten.
I verket De civitate dei förklarar Augustinus sin statsteori. Enligt honom finns det två typer av stater: Gudsstaten (civitas dei) och den världsliga staten (civitas terrena). Gudsstaten var det tillstånd av fullkomlighet som föregick syndafallet. Efter syndafallet uppkom de världsliga staterna, som är ofullkomliga och förgängliga. Augustinus definierar en stat som ”en gemenskap av förnuftiga varelser (d.v.s. människor) som håller samman i en gemensam enighet om de ting de älskar”. Denna begreppsförklaring gör att Augustinus kan dela upp de världsliga staterna i goda och onda stater, avgörande är vilka kärleksobjekt man ”håller samman i en gemensam enighet” om. En god stat sätter de riktiga kärleksobjekten (Gud, vår nästa, o.s.v.) främst, medan en ond stat koncentrerar sig på de jordiska och materiella tingen.
Tidsförloppet från syndafallet till domedagen, menar Augustinus, är historiens gång. På domedagen går världen, som vi känner den, under och Gudsstaten återuppstår. De människor som av Gud blivit utvalda till frälsning kommer då att för evigt befolka Gudsstaten. Inga skillnader i rang och status kommer då att finnas mera; herrar och slavar, fattiga och rika kommer att leva jämlikt. Den världsliga staten och dess klasskillnader var en nödvändig konsekvens av syndafallet, och kommer därför att försvinna efter domedagen.

## Renässans och upplysningen
Politisk filosofi påverkades av renässansen och upplysningen. 
Bakom den franska revolutionen och den amerikanska revolutionen låg inte bara materiella orsaker, (se Marxism). Filosofer hade givit teori för hur den fria individen skulle leva i ett gott och rättvist samhälle. François Voltaire, Jean-Jacques Rousseau och John Locke var alla filosofer i upplysningen som genom sina bidrag till politisk filosofi kom att ge en teoretisk grund för revolutioner och de mänskliga rättigheterna i den tidens samhälle. Thomas Hobbes gav kanske inget positivt bidrag till denna utveckling, men var ändå en betydande politisk filosof. Edmund Burke argumenterade för det felaktiga i den franska revolutionen och det sundare i den amerikanska revolutionen utifrån en konservativ utgångspunkt.
Samhällskontrakt och naturrätt var viktiga begrepp när man diskuterade ideologier på den här tiden.

## 1900-talet
Politisk filosofi har utvecklats under 1900-talet från ointresse i logisk positivism till att vara ett av de viktigaste delområden av filosofi. Första halvan av 1900-talet kan beskrivas som kampen mellan marxism och Karl Poppers kritik av marxismen. Andra halvan kan beskrivas som liberalismens pånyttfödelse med John Rawls och liberalismens radikalisering hos Robert Nozick som gav en grund för libertarianism. Samtidigt har kritik av etablerade traditioner kommit från feminism och postmodernism och marxismen lever och frodas.
Några märkvärda trender finns runt sekelskiftet i den politiska filosofin. 
- Feministisk filosofi
- Djurrätt
- Postmodernism
- Libertarianism
- Miljörörelse och ekosofi
- Globalisering